# Альойзи Рафал Естрайхер
Альо̀йзи Ра̀фал Ѐстрайхер (на полски: Alojzy Rafał Estreicher) е полски ботаник, зоолог ентомолог и лекар, професор в Ягелонския университет, където в годините 1831 – 1833 е ректор, председател на Краковското научно дружество, сенатор на Свободния град Краков, баща на историка Карол Естрайхер.

## Трудове
- Zdanie sprawy z Berlinskiego zjazdu uczonych mezow (1828)
- Rzecz krótka o stanie teraznieyszym Ogrodu Botanicznego Krakowskiego (1828)